# 比志島ゆき
比志島 ゆき（ひしじま ゆき、1970年9月24日 - ）は、日本の声優、ナレーター、女優。鹿児島県出身。ゆーりんプロ所属。

## 略歴
- よこざわけい子 声優・ナレータースクール8期生。

## 出演

### ゲーム
1997年
- 続 初恋物語 〜修学旅行〜　※PC-FX

- SIMPLE2000シリーズ Ultimate　※PS2
  - 2003年
  - Vol.6 ラブ★アッパー! （水咲麗子）
  - Vol.15 ラブ★ピンポン! （水咲麗子）
- SIMPLE2000シリーズ　※PS2
  - 2003年
  - Vol.27 THE プロ野球 〜2003ペナントレース〜
  - 2004年
  - Vol.55 THE キャットファイト 女猫伝説（水咲麗子）
  - Vol.63 もぎたて水着!女まみれのTHE 水泳大会（水咲麗子）
  - 2005年
  - Vol.90 THE お姉チャンバラ2（レイコ）
  - Vol.91 THE ALL★STAR格闘祭（水咲麗子）
  - 2006年
  - Vol.101 THE お姉チャンポン 〜THE姉チャン2特別編〜（レイコ）

2004年
- ジャイアントロボ THE ANIMATION 地球が静止する日（AI、System）

2006年
- お姉チャンバラ vorteX 〜忌血を継ぐ者たち〜（レイコ）※Xbox 360

2008年
- お姉チャンバラ Revolution（レイコ）※Wii
- SIMPLE DSシリーズ Vol.44 THE ギャル麻雀 タッチ＆ふぅ〜っ! ねえっ! 私たちとDSでマージャンしようよ!（水咲麗子）※NDS

2010年
- Canvas3 〜七色の奇跡〜（山吹恋華の母親）※PSP

2011年
- お姉チャンバラ SPECIAL（レイコ）※PSP

### 音楽CD
- 『シグナル』(「THE 水泳大会」挿入歌)（水咲麗子）

### ナレーション

#### テレビ番組
- エコゾウ・オールマイティ（通販番組）
- 世界のエアライン（旅チャンネル）
- 品川伝統工芸の職人たち（東京メトロポリタンテレビジョン）

#### ビデオパッケージ
- JCB　人権啓発研修・基礎編、実践編
- 平成16年度  瀬谷区区政運営方針・主要事業
- ヒノデワシ「はんけしくん」販売促進用VTR
- 住商フルーツ  イベント用VTR
- パソコン検定試験・説明ガイド
- 大学教材「情報システムと現代社会」
- 出光カード  失敗しないクレーム対処法
- 新成堂薬局
- 森山ケアセンター
- 日清オイリオグループ
- 国際農林水産業研究センター『屋内型エビ生産システム』
- 大塚製薬　熱中症予防DVD
- KUBOTA　ラクニカンジョイント
- ニチイ学館
- 吉野家ホールディングス
- ポーラ・オルビスグループCSR賞2009
- エイボン・プロダクツ
- 川口技研
  - OKアミド
  - ホスクリーン紹介映像
- キヤノンマーケティングジャパン株式会社
- 商船三井
- トレッサ横浜・ウェインズタウン
- 横浜トヨペット
- スクエアゼンリン
- 株式会社ぐるなび定時株主総会
- 株式会社モブキャスト定時株主総会
- PFI就労コンテンツ
- プルデンシャル生命保険

#### ラジオCM
- ボートピア市原
- 白夜書房
  - パチスロパニック7
  - 競馬王
  - パチスロ必勝ガイドMAX
  - 漫画パチンカー
  - けいりんマガジン
- 大成建設
- 髙橋真梨子ニューシングル『真昼の別れ』
- 髙橋真梨子ニューアルバム『Method』
- カレスト座間　Uカーマーケット
- サカゼン　冬のビックセール
- 髙島屋のお中元
- ハウジングワールド立川
- 東京都商店街振興組合連合会
- UR都市機構
- 近江屋酒店　そら豆焼酎そら豆の豆蔵
- 戸田競艇
- 栃木トヨタ・エスティマ

#### 教材
- 株式学習ゲーム紹介動画
- フラッグフットボール
- 法人マーケット用映像教材
- LibreOffice 入門　※音声ガイド
- アマージ 医療系アニメコンテンツ（五十嵐先生 役）
- パソコン検定試験・説明ガイド
- 大学教材「情報システムと現代社」

#### 音声
- ダイナースクラブリザベーションデスク　※音声サービス
- ルックJTBたびケータイ　※音声サービス
- BIGLOBE自動音声応対サービス
- BBC地球伝説（BS朝日）

### ボイスオーバー
- スタンフォードの自分を変えるヨガ教室（DVD付きムック）

### テレビ出演
- 踊る!さんま御殿!!（日本テレビ放送網）
- ザ!世界仰天ニュース（日本テレビ放送網）
- ナイスルッキング 12月号（YOUテレビ）
- スーパーミルトスコンパクト（MALL OF TV）
- バン＆サイ MAX（MALL OF TV）
- 劇場への招待「W 〜ダブル」（2011年2月25日、NHK教育テレビジョン）

### テレビCM
- 柴橋商会
- スズキ (企業)
- アクト・安心ライフ24
- 厚木市行政
- 大阪貸事務所コーシン

### ビデオパッケージ
- 自由の支援・法の自由な営みのEサポート
- 第一生命メディカルサポートサービス（お客様 役(声のみ)）

### 舞台
- 平成13年　「カルメン」
- 平成14年　「橙の上」
- 平成15年　「君姫」
- 平成16年　「燃えよ！西遊記」
- 平成17年　「－火恋－卑弥呼」
- 平成18年　「楊貴妃伝」
- 平成18年　「NOBUNAGA」
- 平成19年　「神々のトロイア」
- 平成20年　「藤原一族の野望『かぐや姫』」
- 平成22年　「西遊記〜九尾の狐篇『妖貴妃』」
- 平成23年　「真実の邪馬台国」
- 平成24年　「白雪姫」
- 平成25年　「ゆーりんツアーズ妖妃の旅2013」

### その他コンテンツ
- 《街頭ビジョン》「立川グランドホテル - 爆笑ものまねクリスマスディナーショー -」
- 《アプリ》アプリ絵本「いたずら雲の子」ゴロのお母さん 役
- 《Web-CM》「パシオス」
- 《Web‐ラジオ》「777ラジオ・みなみのお仕事潜入ルポ」
- 《ボイスコミック》31番目のお妃様（2020年、女官長[4]）